# Os Mutantes (album)
Albums de Os Mutantes
Mutantes
(1969)
Os Mutantes est le premier album de Os Mutantes, sorti en 1968.

## L'album
Rolling Stone le classe à la 9e place des 100 meilleurs albums brésiliens de tous les temps. Il fait partie des 1001 albums qu'il faut avoir écoutés dans sa vie. 

### Titres
Tous les titres sont de Arnaldo Baptista, Rita Lee et Sérgio Dias, sauf mentions.

#### Face A
1. Panis et Circenses (Gilberto Gil, Caetano Veloso) (3:40)
2. A Minha Menina (Jorge Ben) (4:45)
3. O Relógio (3:31)
4. Adeus, Maria Fulô (Sivuca, Humberto Teixeira) (3:06)
5. Baby (Caetano Veloso) (3:01)
6. Senhor F (2:35)

#### Face B
1. Bat Macumba (Gilberto Gil, Caetano Veloso) (3:10)
2. Le premier bonheur du jour (Frank Gérald, Jean Renard) (3:39)
3. Trem Fantasma (Caetano Veloso, Arnaldo Baptista, Rita Lee, Sérgio Dias) (3:18)
4. Tempo no Tempo (John Phillips) (1:47)
5. Ave Genghis Khan (3:48)

### Musiciens
- Arnaldo Baptista : voix, claviers, basse
- Rita Lee : voix, autoharpe, flûte à bec, percussions
- Sérgio Dias : voix, guitares
- Dirceu : batterie
- Jorge Ben : voix, guitare acoustique sur A Minha Menina
- César Baptista : voix sur Ave, Gengis Khan
- Clarisse Leite : piano sur Senhor F
- Cláudio Baptista : électronique
- Gilberto Gil : percussions sur Bat Macumba